# 大寺上镇
大寺上镇，是中华人民共和国河北省邯郸市肥乡区下辖的一个乡镇级行政单位。
2015年12月7日，河北省民政厅批复同意撤销大西韩乡，设立大寺上镇，镇人民政府驻大寺上村政府西路9号。

## 行政区划
大寺上镇下辖以下地区：
大寺上村、马小屯村、寨中堡村、吕家堡村、杜汤堡村、西荆科村、东荆科村、西张庄村、东张庄村、南西韩村、小南头村、程庄村、西李庄村、郑庄村、韩屯村、唐疃村、西崔庄村、粉房头村、东庄上村、后寺上村、大西韩村、南相公庄村、北相公庄村、柳庄村、逯家堡村、小寺上村、东高家寨村和西高家寨村。